# Rivière Tonnancour
Pour les articles homonymes, voir Tonnancour.
La rivière Tonnancour est un affluent de la rive sud de la rivière Cuvillier coulant dans Senneterre, dans la région administrative de l'Abitibi-Témiscamingue, au Québec, au Canada
La surface de la rivière Tonnancour est généralement gelée de la mi-décembre à la mi-avril. La foresterie constitue la principale activité économique du secteur. Le secteur ne comporte pas de route forestière à proximité ; la route aménagée la plus près est la route 113 laquelle est située sur la rive ouest de la rivière Bell.

## Géographie
Les bassins versants voisins de la rivière Tonnancour sont :
- côté nord : rivière Cuvillier, rivière Wilson, rivière Quévillon ;
- côté est : rivière O'Sullivan, rivière Wetetnagami ;
- côté sud : lac Parent, rivière Robin ;
- côté ouest : rivière Bell.

La rivière Tonnancour prend naissance à l'embouchure du lac Tonnancour (longueur : 2,2 km ; largeur maximale : 0,7 km ; altitude : 351 m) dans Senneterre. Ce lac est enclavé entre deux montagnes dont les sommets atteignent 421 m au sud-est et 492 m au sud-est, soit le Mont Moose. Ce lac comporte une baie étroite longue de 0,4 km menant à son embouchure au Nord.
À partir de l'embouchure du lac de tête, la rivière Tonnancour coule sur 8,9 km selon les segments suivants :
- 1,1 km vers le nord, jusqu’à la décharge du Lac Berquin (venant de l’est) ;
- 2,7 km vers le nord, en formant un grand S et en traversant sur 0,4 km la partie ouest du lac Merlin (longueur : 0,7 km ; altitude : 337 m) jusqu’à son embouchure ;
- 1,9 km vers le nord, jusqu’à un ruisseau (venant de l’est) lequel draine une zone de marais ;
- 2,2 km vers le nord-ouest, jusqu’à un ruisseau (venant de l’est) ;
- 1,0 km vers le nord-ouest jusqu'à sa confluence[1]

La rivière Tonnancour se déverse sur la rive sud de la rivière Cuvillier laquelle coule vers l'ouest jusqu’à la rivière Bell. Cette dernière s’écoule vers le nord-ouest jusqu’au lac Matagami lequel se déverse à son tour dans la rivière Nottaway, un affluent de la Baie de Rupert (Baie James).
La confluence de la rivière Tonnancour avec la rivière Bell est située à :
- 10,5 km au sud-est de la confluence de la rivière Cuvillier avec la rivière Bell ;
- 64,3 km au nord du centre-ville de Senneterre ;
- 15,5 km au sud-est du centre du village de Lebel-sur-Quévillon ;
- 107,1 km au sud-est du centre-ville de Matagami ;
- 11,0 km au sud-est du pont ferroviaire.

## Toponymie
Le terme Tonnancour constitue un patronyme de famille d'origine française.
Le toponyme rivière Tonnancour a été officialisé le 5 décembre 1968 à la Commission de toponymie du Québec, soit lors de sa création.